# Avortament a l'Azerbaidjan
L'avortament a l'Azerbaidjan va ser legalitzat el 23 de novembre de 1955, mentre l'Azerbaidjan formava part de la Unió Soviètica com la República Socialista Soviètica de l'Azerbaidjan. La legislació actual que tracta de l'avortament mai ha estat canviat, seguint vigent després del col·lapse de la Unió Soviètica i la independència de l'Azerbaidjan el 1991. La legislació és una de les lleis sobre l'avortament més liberal del món, permetent l'avortament a petició fins a la setmana 28 d'embaràs per una varietat de raons.
La llei permet l'avortament a petició per raons de dany o mort al fetus i/o mare i la violació i l'incest, a més de la mort del marit durant l'embaràs, una sentència judicial per la mare o el pare, un mandat judicial que despulla la mare dels drets dels pares, si la casa ja tenia més de cinc nens, si la relació entre la mare i el pare acaba en divorci o existeixen antecedents familiars que inclouen una malaltia mental o una discapacitat motriu.
Tradicionalment, s'ha utilitzat l'avortament com un mètode anticonceptiu a l'Azerbaidjan. Enl2014, 13,8% d'embarassos a l'Azerbaidjan acabaren en avortament, un augment del percentatge més baix el 2005 (12,1%).